# Shūrbolāgh-e Soflá
Shūrbolāgh-e Soflá (persiska: شوربُلاغِ سُفلَى, شوربلاغ سفلی) är en ort i Iran.   Den ligger i provinsen Västazarbaijan, i den nordvästra delen av landet, 700 km nordväst om huvudstaden Teheran. Shūrbolāgh-e Soflá ligger 847 meter över havet och antalet invånare är 516.
Terrängen runt Shūrbolāgh-e Soflá är platt åt sydost, men åt nordväst är den kuperad. Runt Shūrbolāgh-e Soflá är det ganska glesbefolkat, med 39 invånare per kvadratkilometer. Närmaste större samhälle är Poldasht, 15,9 km öster om Shūrbolāgh-e Soflá. Trakten runt Shūrbolāgh-e Soflá består i huvudsak av gräsmarker.